# Réti Richárd
Richard Réti (Bazin, 1889. május 28. – Prága, 1929. június 6.) híres német anyanyelvű osztrák-magyar sakkmester, a monarchia felbomlása után csehszlovák sakknagymester volt, sakkfeladványszerző, sakkszakíró.
2018-ban a World Chess Hall of Fame (Sakkhírességek Csarnoka) tagjai közé választották.

## Élete
Apja zsidó orvos volt, egy francia nevelőnő foglalkozott vele. Iskolásként 1904-ben Bécsbe költözött az anyjával, ahol elvégezte a gimnáziumot és matematikát hallgatott az egyetemen, de hamarosan a sakk bűvölte el. A bécsi Café Centralban elvesztette szemináriumi dolgozatát, s mivel nem találta, hátat fordított az egyetemnek, és hivatásos sakkozó lett.
Tartakover mesélte később:
Réti matematikát hallgatott, de nem volt száraz matematikus, Bécs színeiben játszott, de nem volt bécsi, a régi Magyarországon született, de nem tudott magyarul, nagyon gyorsan beszélt, de megfontolva cselekedett, és a legjobb sakkozó lett, de nem harcolta ki a sakk-koronát. Ő, igenis egy kutató művész, aki inkább a dolgok „miértjével”, mint a dolgok lényegével foglalkozik…
Az első világháború végén Prágába költözött. 1918 és 1924 között voltak a legnagyobb sikerei, ekkor a világ legjobbjai között volt. Az 1924-es évben tíz év után ő volt az első, aki megverte a nagy Capablancát egy tornán.
Réti egyike volt a sakkmegnyitás radikális megújítóinak, Nimzowitsch-csal, és Breyer Gyulával együtt a „Hypermodern Sakkiskola” nevezetes vezéregyéniségeként. A nevét viselő Réti-megnyitás (1.Hf3 d5 2.c4) azonknak az időknek egyik jellegzetes vívmánya.
Réti 1925-ben világrekordot állított fel vakszimultánban 29 táblán: 21 partit nyert, hatot remizett, és kettőt vesztett.
A sakk-irodalomban is maradandó mesterműveket írt, könyvei: Die neuen Ideen im Schachspiel 1922, és a Die Meister des Schachbretts 1930 a sakkirodalom klasszikus alkotásai.
Negyvenévesen Réti Prágában skarlát áldozata lett.

## Végjátékfeladvány
Zsenialitása a végjátékfeladványok területén is mutatkozott. Leghíresebb műve 1921. december 4-én jelent meg az Ostrauer Morgenzeitung napilapban. Ez valószínűleg a legismertebb végjátékfeladvány, amit valaha szerkesztettek. A szerzemény alapgondolata a közismert senecai szólás tagadása: Aki két nyúl után fut, egyiket sem fogja meg. Tartakower úgy dicsérte ezt a művet, mint a kör négyszögesítését.
|    | |    |    |    |    |    |    |
|    | \| \| \| \| \| \| \| \| \| \| \| \| \| \| \| \| \| \| \| \| \| \| \| \| \| \| \| \| \| \| \| \| \| \| \| \| \| \| \| \| \| \| \| \| \| \| \| \| \| \| \| \| \| \| \| \| \| \| \| \| \| \| \| \| \| \| \| \| \| \| \| \| |    |    |    |    |    |    |
|    | |    |    |    |    |    |    |
| a8 | b8 | c8 | d8 | e8 | f8 | g8 | h8 |
| a7 | b7 | c7 | d7 | e7 | f7 | g7 | h7 |
| a6 | b6 | c6 | d6 | e6 | f6 | g6 | h6 |
| a5 | b5 | c5 | d5 | e5 | f5 | g5 | h5 |
| a4 | b4 | c4 | d4 | e4 | f4 | g4 | h4 |
| a3 | b3 | c3 | d3 | e3 | f3 | g3 | h3 |
| a2 | b2 | c2 | d2 | e2 | f2 | g2 | h2 |
| a1 | b1 | c1 | d1 | e1 | f1 | g1 | h1 |

| a8 | b8 | c8 | d8 | e8 | f8 | g8 | h8 |
| a7 | b7 | c7 | d7 | e7 | f7 | g7 | h7 |
| a6 | b6 | c6 | d6 | e6 | f6 | g6 | h6 |
| a5 | b5 | c5 | d5 | e5 | f5 | g5 | h5 |
| a4 | b4 | c4 | d4 | e4 | f4 | g4 | h4 |
| a3 | b3 | c3 | d3 | e3 | f3 | g3 | h3 |
| a2 | b2 | c2 | d2 | e2 | f2 | g2 | h2 |
| a1 | b1 | c1 | d1 | e1 | f1 | g1 | h1 |

Első pillantásra ez lehetetlen, hisz a világos király nem tudja behozni a sötét gyalogot, és a sötét királynak nincs semmi gondja a világos gyaloggal.
Megfejtés:
1. Kh8-g7!! h5-h4
Vagy 1. –, Kb6 2. Kf6 h4 3. Ke5 h3 4. Kd6 h2 5. c7 =
2. Kg7-f6 h4-h3
Ha most 3. Ke5? akkor 3. –, h2 sötét nyer.
3. Kf6-e6 vagy 3. Kf6-e7
Döntetlen.